# Zakaria Aboukhlal
Zakaria Aboukhlal (ur. 18 lutego 2000 w Rotterdamie) – marokańsko-holenderski piłkarz, grający na pozycji prawoskrzydłowego we francuskim klubie Toulouse FC oraz w reprezentacji Maroka. Półfinalista Mistrzostw Świata 2022. Uczestnik Pucharu Narodów Afryki 2021.

## Kariera piłkarska
Swoją piłkarską karierę Aboukhlal rozpoczynał w juniorach takich klubów jak: Willem II Tilburg (2009-2017) i PSV (2017-2018). W 2018 roku awansował do zespołu rezerw PSV, grających w Eerste divisie, a swój debiut w nich zaliczył 17 sierpnia 2018 w zwycięskim 2:1 domowym meczu z FC Eindhoven. Z kolei 12 maja 2019 zaliczył debiut w pierwszym zespole PSV w Eredivisie w przegranym 0:1 wyjazdowym meczu z AZ Alkmaar. W sezonie 2018/2019 wywalczył z PSV wicemistrzostwo Holandii.
27 sierpnia 2019 Aboukhlal został zawodnikiem AZ Alkmaar, do którego został sprzedany z PSV za kwotę 2 milionów euro. 1 września 2019 zadebiutował w AZ w Eredivisie w przegranym 1:2 wyjazdowym meczu z Vitesse. W sezonie 2019/2020 został z AZ wicemistrzem kraju. 4 października 2020 w zremisowanym 4:4 wyjazdowym spotkaniu ze Spartą Rotterdam strzelił swoje dwa pierwsze gole w Eredivisie.
| Sezon   | Klub        | Kraj     | Rozgrywki      | Mecze | Gole |
| ------- | ----------- | -------- | -------------- | ----- | ---- |
| 2018/19 | PSV         | Holandia | Eredivisie     | 1     | 0    |
| 2018/19 | Jong PSV    | Holandia | Eerste divisie | 24    | 9    |
| 2019/20 | PSV         | Holandia | Eredivisie     | 1     | 0    |
| 2019/20 | Jong PSV    | Holandia | Eerste divisie | 1     | 0    |
| 2019/20 | AZ Alkmaar  | Holandia | Eredivisie     | 12    | 0    |
| 2019/20 | Jong AZ     | Holandia | Eerste divisie | 10    | 8    |
| 2020/21 | AZ Alkmaar  | Holandia | Eredivisie     | 24    | 4    |
| 2020/21 | Jong AZ     | Holandia | Eerste divisie | 8     | 5    |
| 2021/22 | AZ Alkmaar  | Holandia | Eredivisie     | 31    | 4    |
| 2021/22 | Jong AZ     | Holandia | Eerste divisie | 1     | 0    |
| 2022/23 | Toulouse FC | Francja  | Ligue 1        | 37    | 10   |
| 2023/24 | Toulouse FC | Francja  | Ligue 1        | 13    | 3    |
| 2024/25 | Toulouse FC | Francja  | Ligue 1        | 26    | 7    |

## Kariera reprezentacyjna
Aboukhlal występował w młodzieżowych reprezentacjach Holandii na szczeblach U-17, U-18, U-19 i U-20. Z kadrą U-17 wystąpił w 2017 roku na Mistrzostwach Europy U-17.
W reprezentacji Maroka Aboukhlal zadebiutował 13 listopada 2020 w wygranym 4:1 meczu kwalifikacji do Pucharu Narodów Afryki 2021 z Republiką Środkowoafrykańską, rozegranym w Casablance. W 2022 roku został powołany do kadry na Puchar Narodów Afryki 2021. Na tym turnieju zagrał w czterech meczach: grupowych z Ghaną (1:0) i z Komorami (2:0, strzelił w nim gola), w 1/8 finału z Malawi (2:1) i ćwierćfinałowym z Egiptem (2:1).